# Koundokpoè
Koundokpoè ist ein Ort und ein Arrondissement im Departement Atlantique in Benin. Es ist eine Verwaltungseinheit, die der Gerichtsbarkeit der Kommune Zè untersteht.

## Demografie und Verwaltung
Gemäß der Volkszählung 2013 des beninischen Statistikamtes INSAE hatte das Arrondissement 8478 Einwohner, davon waren 4152 männlich und 4326 weiblich.
Von den 101 Dörfern und Quartieren der Kommune Zè entfallen sieben auf Koundokpoè:
1. Aïfa
2. Houégnonkpa
3. Houéhounta-Tozounkpa
4. Koundokpoé
5. Tangnigbadji
6. Togbonou
7. Wédjamè